# Al-Aws
Els Banu Aws o al-Aws (àrab: الأوس, al-Aws) eren, abans del profeta Muhàmmad, una de les dues principals tribus àrabs de Medina, juntament amb els al-Khàzraj. Les dues tribus eren conegudes inicialment, en època preislàmica, per Banu Qayla i després de l'hègira van esdevenir els ansars o auxiliars de Muhàmmad. El seu nom deriva del més ampli d'Aws Manat, «el do de Manat» (Manat era la seva divinitat preislàmica). Els Banu Qayla eren originaris del Iemen i van emigrar cap a Medina al segle vi, quan estava dirigida per clans jueus, i es van dividir en les branques al-Aws i al-Khàzraj. El primer que es va separar de la clientela dels clans jueus fou Màlik ibn al-Ajlan d'un clan dels al-Khàzraj, i, pel seu compte Uhayha ibn al-Julah d'un clan dels al-Aws. La rivalitat va ser norma entre els dos grups fins a l'època de Muhàmmad. Els al-Khàzraj es van aliar aviat amb Muhàmmad al començament de l'hègira, però els al-Aws s'hi van resistir un temps, i es van fer musulmans després de la batalla de Badr.